# Keiouniversitetet
Keiōuniversitetet (慶應義塾大学, Keiō gijuku daigaku) i Tokyo är ett av Japans mest prestigefyllda universitet.
Universitetet är ett av de sex universiteten som kallas Tōkyō roku daigaku (東京六大学, 'Tokyos sex universitet'), en japansk motsvarighet till nordöstra USA:s Ivy League. Också bland dessa anses ofta Waseda, Tokyos universitet och Keiōuniversitetet vara de tre toppuniversiteten. Waseda och Keio möts varje år i en traditionell rugbymatch. De båda förkortas tillsammans Keisō eller Sōkei (sō är det sinojapanska uttalet av det första tecknet i Waseda).
Keiouniversitetet har nio utbildningsfakulteter med omkring 30 institutioner och elva forskningsinstitutioner, fördelade på fem campus i Tokyo och Kanagawa.

## Historia
Universitetet grundades 1858 av Fukuzawa Yukichi (福澤諭吉) som en skola för rangaku, studiet av det västerländska (eg. det holländska) och blev universitet 1890. Namnet har det fått efter Keioperioden, trots att det strängt taget grundades under Ansei.

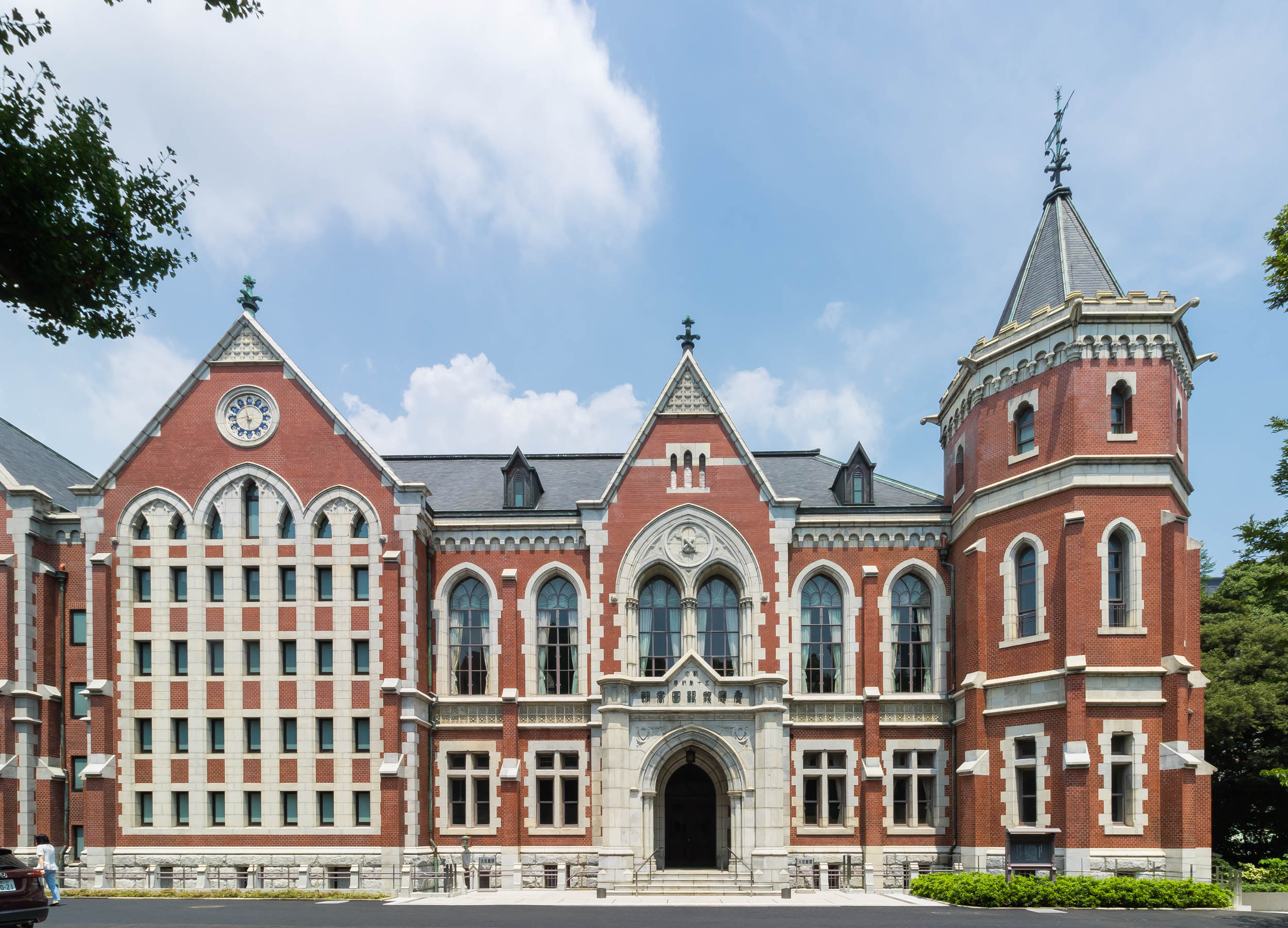
Gamla biblioteksbyggnaden på universitetes Mita-campus. Uppförd 1912 och något av skolans symbol. Bysten till vänster i bild föreställer Fukuzawa Yukichi.